# Campylocentrum pauloense
Campylocentrum pauloense  é uma espécie de orquídea, família Orchidaceae, que existe no Brasil, e Argentina. Trata-se de planta epífita, monopodial, com caule alongado, cujas inflorescências brotam do nódulo do caule oposto à base da folha. As flores são minúsculas, brancas, de sépalas e pétalas livres, e nectário na parte de trás do labelo. Pertence à secção de espécies de Campylocentrum com folhas planas e ovário pubescente ou verrucoso, com nectário longo e verde.

## Publicação e descrição
- Campylocentrum pauloense Hoehne & Schltr., Arch. Bot. São Paulo 1: 297 (1926).

Trata-se de uma das espécies com nectário de forma bulbosa, e um dos mais curtos entre as de nectário longo, suas pétalas são menores que as sépalas; as folhas comparativamente pouco espessas e bastante largas; a planta costuma ficar pendente dos troncos das árvores; o labelo é trilobado. Pabst agrupa esta espécie com outras sete que correspondem à descrição citada na introdução acima. No Brasil, há registros de ocorrência para o Espírito Santo, São Paulo, Santa Catarina e Rio Grande do Sul.